# ديف جرينسلاد
ديف جرينسلاد (بالإنجليزية: Dave Greenslade)‏ (و. 1943  م) هو عازف أرغن بريطاني، ولد في ووكينغ، يستخدم آلات أورغن.

## روابط خارجية
- ديف جرينسلاد على موقع IMDb (الإنجليزية)
- ديف جرينسلاد على موقع ميوزك برينز (الإنجليزية)
- ديف جرينسلاد على موقع إن إن دي بي (الإنجليزية)
- ديف جرينسلاد على موقع أول ميوزيك (الإنجليزية)
- ديف جرينسلاد على موقع ديسكوغز (الإنجليزية)
- ديف جرينسلاد على موقع قاعدة بيانات الفيلم (الإنجليزية)